# 佐川吉男遺稿集
『佐川吉男遺稿集』 （さがわよしおいこうしゅう） は、音楽評論家佐川吉男 (1926-2000) が音楽雑誌、レコード解説等に執筆した膨大な記事を、没後にテーマごとに編集し、全4巻で芸術現代社から出版した遺稿集である。全4巻のタイトルと出版年は次の通り。
- 二十世紀のオペラ名演出家 (佐川吉男遺稿集 1) (2005年7月) [1]
- 名作オペラ上演史 (佐川吉男遺稿集 2) (2005年8月) [2]
- チェコの音楽 : 作曲家とその作品 (佐川吉男遺稿集 3) (2005年12月)[3]
- 日本オペラの軌跡 : 歩み、作品、人 (佐川吉男遺稿集 4) (2006年6月)[4]

## 二十世紀のオペラ名演出家 (遺稿集 1)
まえがきにかえて / 國土潤一…1

ヴァルター・フェルゼンシュタイン…7

ヴィーラント・ワーグナー…15

ルキーノ・ヴィスコンティ…21

フランコ・ゼッフィレッリ…29

ジャン＝ピエール・ポネル…35

ピエル・ルイージ・ピッツィ…43

ユーリ・テミルカーノフ…47

オットー・シェンク…53

アドルフ・アッピア…59

パトリス・シェロー…65

グスタフ・ルドルフ・ゼルナー…73

ギュンター・レンネルト…81

ボリス・ポクロフスキー…87

ユーリ―・リュービモフ…95

ジョナサン・ミラー…99

デイヴィッド・パウントニ―…105

ジョルジョ・ストレーレル…111

アントネッロ・マダウ・ディアツ…119

ジャンカルロ・デル・モナコ…123

ルート・ベルクハウス…131

ゲッツ・フリードリヒ…141

ヴォルフガング・ワーグナー…151

ハリー・クプファー…161

アウグスト・エファーディング…171

ミヒャイル・ハンペ…181

ピーター・ホール…191

グラハム・ヴィック…201

栗山昌良…211

二十一世紀への問題提起…221
主要オペラ作品索引…i

主要人名索引…iv

## 名作オペラ上演史 (遺稿集 2)
まえがきにかえて / 國土潤一…1

モーツァルト《ドン・ジョヴァンニ》…9

ロッシーニ《セビリャの理髪師》I …21

ロッシーニ《セビリャの理髪師》II …35

ロッシーニ《ラ・チェネレントラ》I …43

ドニゼッティ《愛の妙薬》…53

ドニゼッティ《ランメルモールのルチア》…65

ドニゼッティ《ラ・ファヴォリータ》…79

ベッリーニ《夢遊病の女》…95

ベッリーニ《ノルマ》…105

ベッリーニ《清教徒》…115

ヴェルディ《ナブッコ》…123

ヴェルディ《マクベス》…137

ヴェルディ《イル・トロヴァトーレ》…149

ヴェルディ《椿姫》…163

ヴェルディ《シモン・ボッカネグラ》…173

ヴェルディ《運命の力》…187

ヴェルディ《ドン・カルロ》…199

ヴェルディ《アイーダ》I …207

ヴェルディ《アイーダ》II …215

ヴェルディ《オテッロ》…223

ビゼー《カルメン》I …247

ビゼー《カルメン》II …261

プッチーニ《ラ・ボエーム》…269

プッチーニ《トスカ》I …281

プッチーニ《トスカ》II …291

プッチーニ《蝶々夫人》…303

マスカーニ《カヴァレリア・ルスティカーナ》／レオンカヴァッロ《道化師》…317

ジョルダーノ《アンドレア・シェニエ》…325

オペラ史における《リゴレット》…339

プッチーニの題材の選択…347
主要人名索引…i

## チェコの音楽 (遺稿集 3)
まえがきにかえて / 関根日出男…1
ロジ

　組曲 ト長調…13

　組曲 ハ長調…13
チェルノホルスキー

　フーガ 嬰ト短調―ニ長調…14
ザッハ

　フーガ ニ長調…15
リヒテル

　交響曲 ト長調…16

　交響曲 ハ長調…16

　交響曲 変ロ長調…16
セゲル

　トッカータとフーガ ハ長調…19

　トッカータとフーガ ニ長調…19
コホウト

　交響曲 へ短調…20
ブリクシ

　フーガ イ短調…22
ヴァニュハル

　■作曲家について…23

　交響曲 ヘ長調…25

　交響曲 イ短調…25

　二つのファゴットのための協奏曲 ヘ長調…26

　フーガ ハ長調…27
クハシュ

　パストラル…28
レイハ

　チェロ協奏曲 へ短調…29

　チェロ協奏曲 ホ長調…29
コプシヴァ

　Debefeの主題によるフーガ ニ短調…33
スメタナ

　■作曲家について…34

　連作交響詩《わが祖国》…36

　オペラ《リブシェ》序曲…48

　弦楽四重奏曲第1番 ホ短調《わが生涯より》…49

　弦楽四重奏曲第2番 ニ短調…51

　わが故郷より―二つの二重奏曲…53

　性格的な六つの小品 作品一…53

　夢―六つの性格的小品…55

　《チェコ舞曲集》第1集 (ポルカ集) …56

　オペラ《売られた花嫁》…57

　コミック・オペラ《秘密》

　コミック・オペラ《ヴィオラ》 (未完) …68
ドヴォルジャーク

　■作曲家について…72

　■ドヴォルジャークと交響曲…74

　交響曲第1番 ハ短調 作品3 B9《ズロニツェの鐘》…75

　交響曲第2番 変ロ長調 作品4 B12…77

　交響曲第3番 変ホ長調 作品10 B34…79

　交響曲第4番 ニ短調 作品13 B41…80

　交響曲第5番 ヘ長調 作品76 B54…82

　交響曲第6番 ニ長調 作品60 B112…83

　交響曲第7番 ニ短調 作品70 B141…85

　交響曲第8番 ト長調 作品88 B163…87

　交響曲第9番 ホ短調 作品95 B178《新世界より》…90

　スラヴ狂詩曲 作品45 B86…93

　《スラヴ舞曲集》第1集 作品46 B83…95

　《スラヴ舞曲集》第2集 作品72 B147…95

　序曲《わが故郷 (わが家)》 作品62 B125a…98

　スケルツォ・カプリッチオ―ソ 作品66 B131…99

　序曲《フス教徒》 作品67 B132…100

　交響変奏曲 作品78 B70…101

　序曲《自然の王国で》作品91 B168…101

　序曲《謝肉祭》 作品92 B169…102

　序曲《オテロ》 作品93 B174…103

　交響詩《水の精》 作品107 B195…104

　交響詩《真昼の魔女》 作品108 B196…105

　交響詩《金の紡ぎ車》 作品109 B197…105

　交響詩《野ばと》 作品110 B198…106

　交響詩《英雄の歌》 作品111 B199…107

　■セレナードを書いた頃のドヴォルジャーク…108

　弦楽のためのセレナード ホ長調 作品22 B52…110

　セレナード ニ短調 作品44 B77…111

　伝説曲 作品59 B122…112

　ヴァイオリン協奏曲 イ短調 作品53 B108…114

　ヴァイオリンと管弦楽のためのマズレック ホ短調 作品49 B90…115

　ロマンス へ短調 作品11 B39…116

　チェロ協奏曲 ロ短調 作品104 B191…116

　森の静けさ 作品68の5 B182の5―《ボヘミアの森から》より…119

　■ドヴォルジャークの室内楽曲…119

　弦楽五重奏曲 変ホ長調 作品97 B180…121

　ピアノ五重奏曲 イ長調 作品81 B155…122

　弦楽四重奏曲第9番 ニ短調 作品34 B75…124

　弦楽四重奏曲第10番 変ホ長調 作品51 B92…125

　弦楽四重奏曲第12番 ヘ長調 作品96 B179《アメリカ》…126

　弦楽四重奏曲第13番 ト長調 作品106 B192…128

　弦楽四重奏曲第14番 変イ長調 作品105 B193…129

　弦楽四重奏のための《糸杉》 B152…130

　ピアノ四重奏曲第1番 ニ長調 作品23 B53…132

　ピアノ四重奏曲第2番 変ホ長調 作品87 B162…133

　ピアノ三重奏曲第1番 変ロ長調 作品21 B51…136

　ピアノ三重奏曲第2番 ト短調 作品26 B56…138

　ピアノ三重奏曲第3番 へ短調 作品65 B130…139

　ピアノ三重奏曲第4番 ホ短調 作品90 B166《ドゥムキ》…141

　バラード ニ短調 作品15 B139―ヴァイオリンとピアノのための…142

　夜想曲 ロ長調 作品40 B47―ヴァイオリンとピアノのための…143

　四つのロマンティックな小品 作品75 B150―ヴァイオリンとピアノのための…143

　ソナチネ ト長調 作品100 B183―ヴァイオリンとピアノのための…144

　ユモレスク 変ト長調 作品101の7 B187の7―ヴァイオリンとピアノのための…145

　■ドヴォルジャークとオペラ…146

　オペラ《ジャコバン党員》作品84 B159…150

　オペラ《ルサルカ》作品114 B203…159

　■ドヴォルジャークの知られざるオペラの背景にあるもの―生誕150年に寄せて…163

　■ドヴォルジャークと合唱曲…168

　スターバト・マーテル 作品58 B71…173

　オラトリオ《聖ルドミラ》作品71 B144…181

　ミサ曲 ニ長調 作品86 B153…188

　レクイエム 変ロ短調 作品89 B165…189

　詩編149番 作品79 B154…193

　ジプシーの歌 作品55 B104…193

　歌曲集《民謡の調べで》作品73 B146…194

フィビヒ

　■作曲家について…196

　ピアノ三重奏曲 へ短調…201

　オペラ《メッシーナの花嫁》…202

　オペラ《シャールカ》…210

ヤナーチェク

　■作曲家について…219

　弦楽のための組曲…221

　弦楽のための牧歌…223

　管弦楽のための狂詩曲《タラス・ブーリバ》…224

　シンフォニエッタ…226

　交響詩《ドナウ川》…228

　コンチェルティーノ…230

　カプリッチョ…232

　管楽六重奏のための組曲《青春》…234

　弦楽四重奏曲第1番《クロイツェル・ソナタ》…236

　弦楽四重奏曲第2番《ないしょの手紙》…238

　ヴァイオリン・ソナタ…240

　ドゥムカ―ヴァイオリンとピアノのための…242

　ロマンス―ヴァイオリンとピアノのための…242

　おとぎ話…242

　ピアノ・ソナタ《1905年10月1日》…244

　主題と変奏 (ズデンカ変奏曲) …245

　《草陰の小径にて》第1集…246

　霧の中で…247

　思い出…249

　■ヤナーチェクとオペラ…249

　オペラ《イェヌーファ》…256

　オペラ《運命》…268

　オペラ《ブロウチェク氏の旅》…271

　オペラ《カーチャ・カバノヴァ―》…291

　オペラ《利口な女狐の物語》…300

　オペラ《死者の家から》…309

　カンタータ《アマールス》…316

　グラゴル・ミサ…317

　消えた男の日記…321

　歌によるモラヴィアの民俗詩…326

　わらべ歌…326

　■ヤナーチェクと合唱曲…328

　畑仕事…330

　まことの愛…330

　あの人の気が知れない…331

　沈んだ花輪…331

　おまえは宿命から逃れられない…331

　野鴨…331

　秋の歌…332

　われらの歌…332

　おい茂るもみの木…333

　渡し船で…333

　はなかい愛…334

　慰めなき孤独…334

　憩いたまえ…334

　悲しい歌…335

ノヴァーク

　■作曲家について…336

　ピアノ五重奏曲 イ短調 作品12…338

　弦楽四重奏曲第1番 ト長調 作品22…339

　弦楽四重奏曲第3番 ト長調 作品66…340

　ピアノ三重奏曲 ニ短調 作品27…341

　ヴァイオリン・ソナタ ニ短調…343

　チェロ・ソナタ ト短調 作品68…344

ネドバル

　ヴァイオリン・ソナタ ロ短調 作品9…346
スーク

　交響詩《人生の実り》作品34…348

　交響的作品《エピローグ》作品37…351

　弦楽セレナード 変ホ長調 作品6…353

　組曲《リンゴの木の下で》作品20…354

　演奏会用組曲《おとぎ話》作品16…355

　幻想曲 ト短調 作品24―ヴァイオリンと管弦楽のための…356

　ピアノ三重奏曲 ハ短調 作品2…357

　エレジー 作品23 ピアノ、ヴァイオリン、チェロのための…358

　バラード 作品3bーヴァイオリンとピアノのための…359

　四つの小品 作品17―ヴァイオリンとピアノのための…360

オストルチル

　■作曲家について…361

　オーケストラのための即興曲 作品13…363

　シンフォニエッタ 作品20…364

マルチヌー

　■作曲家について…366

　交響曲第3番…368

　交響曲第6番《交響的幻想曲》…368

　シンフォニエッタ・ジョコーザ…370

　協奏交響曲 変ロ長調…371

　三つのリチェルカーレ…372

　交響詩《リディツェ追悼》…373

　《ジュリエッタ》組曲…374

　ピアノ協奏曲第2番…375

　ピアノ協奏曲第3番…376

　ピアノ協奏曲第4番《呪文》…376

　弦楽四重奏と管弦楽のための協奏曲…377

　二群の弦楽合奏、ピアノとティンパニのための二重協奏曲…378

　管楽器とピアノのための六重奏曲…380

　弦楽四重奏曲第2番…380

　弦楽四重奏曲第3番…382

　弦楽四重奏曲第4番…383

　弦楽四重奏曲第5番…384

　弦楽四重奏曲第6番…386

　弦楽四重奏曲第7番《コンチェルト・ダ・カメラ》…387

　ヴァイオリン・ソナタ第2番…388

　ヴァイオリン・ソナタ第3番…391

　ソナチネ―ヴァイオリンとピアノのための…392

　五つのマドリガル・スタンザ…394
出典一覧…i

## 日本オペラの軌跡 (遺稿集 4)
まえがきにかえて / 佐藤克明…1
I あゆみ…11

日本のオペラ小史…12

　日本のオペラ事始め…13

　日本のオペラ作品の揺籃期…15

　山田耕筰の登場…17

　山田耕筰以降の作曲家…20

　テレビ放送開始と日本オペラ協会…22

　外国で評価を得た日本人作品…25

　大衆のための音楽劇運動…28

　女流作曲家 原嘉壽子…30

二期会《指環》完結までの歩み―オペラ史におけるその意義…33

各地のオペラが抱える課題―第二回全国オペラフォーラム…41

オペラ創作活動の推進に貢献―日本オペラ協会創立四十周年に寄せて…46
II 作品…55

清水脩

　俊寛…56
小山清茂

　山椒大夫…61
別宮貞雄

　三人の女達の物語…75
團伊玖磨

　夕鶴…82

　聴耳頭巾…90

　ちゃんちき…99

　建―Takeru…105
水野修孝

　美女と野獣…119
原嘉壽子

　すて姫 (旧題：舌を噛み切った女) …133

　よさこい節―純信お馬…144

　ペトロ岐部―転び申さず候…156

　那須與一…168

　額田女王…178

　瀧廉太郎…193

　水の声…205
田中均

　修善寺物語…211
池辺晋一郎

　死神…224
中村透

　キジムナー時を翔ける…233
III 人…245

山田耕筰と《黒船》―そしていま、日本オペラ協会が上演する意義…246

《修善寺物語》と清水脩…259

オペラ作家團伊玖磨と《ひかりごけ》…263

爪を隠しきれない鷹―妹尾河童…275

三木稔の音楽…283

多様式の混血を目指すユニークなオペラ作家―水野修孝…293

《罪と罰》に至るまでの道―原嘉壽子 (1)…299

オペラ《脳死をこえて》の誕生まで―原嘉壽子 (2)…306

主要人名索引…i